# 1716 بيتير
1716 Peter هو كويكب، يقع ضمن حزام الكويكبات. اكتشف في 4 أبريل 1934.

## روابط خارجية
- 1716 بيتير في قاعدة بيانات مختبر الدفع النفاث لأجرام النظام الشمسي الصغيرة

- الاكتشاف · مخطط المدار ·  العناصر المدارية · المعلمات المادية

- 1716 بيتير على موقع ويكي سكاي: DSS2, SDSS, GALEX, IRAS, Hydrogen α, X-Ray, Astrophoto, Sky Map, Articles and images